# Lista dos arranha-céus mais altos da América Latina
Esta lista de edifícios mais altos da América Latina classifica os arranha-céus em ordem de altura. A América Latina tem visto historicamente uma demanda relativamente modesta por arranha-céus. A maioria dos edifícios altos do continente está na Argentina, Brasil, Chile, Colômbia, México, Panamá, Uruguai e Venezuela.

## Lista de arranha-céus
| Nome                              | Imagem | Cidade             | País      | Altura m / (ft)    | Andares | Inauguração |
| --------------------------------- | ------ | ------------------ | --------- | ------------------ | ------- | ----------- |
| T.OP                              |        | Monterrey          | México    | 305,3 m (1 002 pé) | 64      | 2020        |
| Gran Torre Santiago               |        | Santiago           | Chile     | 300 m (984 pé)     | 60      | 2014        |
| Yachthouse Residence Club Torre 1 |        | Balneário Camboriú | Brasil    | 294 m (965 pé)     | 81      | 2023        |
| Yachthouse Residence Club Torre 2 |        | Balneário Camboriú | Brasil    | 294 m (965 pé)     | 81      | 2023        |
| One Tower                         |        | Balneário Camboriú | Brasil    | 290 m (951 pé)     | 84      | 2022        |
| The Bahia Grand Panama            |        | Cidade do Panamá   | Panamá    | 284 m (932 pé)     | 70      | 2011        |
| Torre Vitri                       |        | Cidade do Panamá   | Panamá    | 280,7 m (921 pé)   | 75      | 2012        |
| Torre KOI                         |        | Monterrey          | México    | 280 m (919 pé)     | 69      | 2017        |
| Bicsa Financial Center            |        | Cidade do Panamá   | Panamá    | 267 m (876 pé)     | 68      | 2013        |
| The Point                         |        | Cidade do Panamá   | Panamá    | 266 m (873 pé)     | 67      | 2010        |
| Arts Tower                        |        | Cidade do Panamá   | Panamá    | 246,8 m (810 pé)   | 78      | 2012        |
| Torre Reforma                     |        | Cidade do México   | México    | 246 m (807 pé)     | 50      | 2016        |
| Ocean Two                         |        | Cidade do Panamá   | Panamá    | 245,7 m (806 pé)   | 73      | 2010        |
| Pearl Tower                       |        | Cidade do Panamá   | Panamá    | 242,2              | 70      | 2011        |
| Torre Chapultepec Uno             |        | Cidade do México   | México    | 241 m (791 pé)     | 57      | 2018        |
| Torre BBVA Bancomer               |        | Cidade do México   | México    | 235 m (771 pé)     | 57      | 2015        |
| Alvear Tower                      |        | Buenos Aires       | Argentina | 235 m (771 pé)     | 54      | 2017        |
| Infinity Coast                    |        | Balneário Camboriú | Brasil    | 234,7 m (770 pé)   | 71      | 2019        |
| Torre Paradox                     |        | Cidade do México   | México    | 234 m (768 pé)     | 62      | 2018        |
| Rivage Tower                      |        | Cidade do Panamá   | Panamá    | 233,2              | 70      | 2012        |
| F&F Tower                         |        | Cidade do Panamá   | Panamá    | 232,7              | 52      | 2011        |
| Torre Waters                      |        | Cidade do Panamá   | Panamá    | 232                | 69      | 2011        |
| Tower Financial Center            |        | Cidade do Panamá   | Panamá    | 231                | 52      | 2011        |
| Megapolis (torre 1)               |        | Cidade do Panamá   | Panamá    | 230                | 66      | 2011        |
| Elite 500 Dos Mares               |        | Cidade do Panamá   | Panamá    | 228                | 60      | 2017        |
| Q Tower                           |        | Cidade do Panamá   | Panamá    | 226                | 65      | 2011        |
| Torre Mayor                       |        | Cidade do México   | México    | 225 m (738 pé)     | 55      | 2003        |
| Torres do Complexo Parque Central |        | Caracas            | Venezuela | 225 m (738 pé)     | 59      | 1983        |
| White Tower                       |        | Cidade do Panamá   | Panamá    | 218                | 62      | 2011        |
| Evolution Tower                   |        | Cidade do Panamá   | Panamá    | 217                | 54      | 2017        |
| BD Bacatá                         |        | Bogotá             | Colômbia  | 216 m (709 pé)     | 66      | 2016        |
| Hotel Riu Guadalajara             |        | Guadalajara        | México    | 215 m (705 pé)     | 57      | 2018        |
| The Paramount                     |        | Cidade do Panamá   | Panamá    | 214                | 59      | 2015        |
| Pabellón M                        |        | Monterrey          | México    | 214                | 50      | 2015        |
| Torre Ejecutiva Pemex             |        | Cidade do México   | México    | 211,3              | 54      | 1982        |
| Aqualina Tower                    |        | Cidade do Panamá   | Panamá    | 210                | 63      | 2007        |
| Oasis On The Bay                  |        | Cidade do Panamá   | Panamá    | 209                | 58      | 2012        |
| Ocean One                         |        | Cidade do Panamá   | Panamá    | 208                | 54      | 2008        |
| Oceania Business Plaza            |        | Cidade do Panamá   | Panamá    | 207,3              | 53      | 2011        |
| Soho Mall & Plaza Panamá          |        | Cidade do Panamá   | Panamá    | 207                | 41      | 2015        |
| Hotel Estelar                     |        | Cartagena          | Colômbia  | 202                | 50      | 2016        |